# Lavínová veža
Die Lavínová veža (wörtlich Lawinenturm; polnisch Gerlachowska Kopa) ist eine 2600 m n.m. hohe Spitze im Bergmassiv des Zadný Gerlach in der Hohen Tatra in der Slowakei, auf dem Nordrücken Richtung Litvorový štít. Vom benachbarten Berg Lavínový štít ist er durch den Sattel Lavínová štrbina getrennt. Seinen Namen erhielt der Berg, ähnlich wie der Lavínový štít, im frühen 20. Jahrhundert, da auf den dem Tal Velická dolina (deutsch Felker Tal) zugewandten Hängen im Winter häufig Lawinen auftreten.